# Liste der Monuments historiques in Bonnières-sur-Seine
Die Liste der Monuments historiques in Bonnières-sur-Seine führt die Monuments historiques in der französischen Gemeinde Bonnières-sur-Seine auf.

## Liste der Bauwerke
| Bezeichnung                     | Beschreibung | Standort                 | Kennzeichnung | Schutzstatus | Datum | Bild |
| ------------------------------- | ------------ | ------------------------ | ------------- | ------------ | ----- | ---- |
| Neolithische Grabstätte         |              | (Lage)                   | PA00087377    | Classé       | 1951  |      |
| Tour carrée (rechteckiger Turm) |              | Le Mesnil-Regnard (Lage) | PA00087378    | Inscrit      | 1925  |      |

## Liste der Objekte
- Monuments historiques (Objekte) in Bonnières-sur-Seine in der Base Palissy des französischen Kultusministeriums